# Echium humile
Echium humile ist eine Pflanzenart aus der Gattung der Natternköpfe (Echium) in der Familie der Raublattgewächse (Boraginaceae).

## Beschreibung
Echium humile ist eine steifhaarig behaarte, aufrecht wachsende, ausdauernde, selten am Grund verholzte Pflanze, die mehrere blütentragende Stängel ausbildet und 10 bis 25 (bis 35) cm hoch wird. Stängel, Laubblätter und besonders der Kelch sind dicht mit einer zweigestaltigen Behaarung aus abstehenden weißen, am Grund knollig verdickten Borsten und – je nach Unterart – anliegenden kurzen Haaren bedeckt. Die Laubblätter sind 20 bis 40 mm lang und 1,5 bis 3 mm breit. Ihre Form ist linealisch-länglich bis sehr schmal verkehrt-lanzettlich.
Der zymöse Blütenstand ist ährenähnlich, annähernd zylindrisch und meist dicht, mit vielen in der Blütezeit kurzen Wickeln, die sich in der Fruchtzeit bis auf 3,5 cm (seltener bis 7 cm) verlängern.  Der Kelch ist zur Blütezeit 5 bis 8 (bis 9) mm lang und vergrößert sich in der Fruchtzeit nur wenig.  Die Krone ist (8 bis) 10 bis 15 (bis 16) mm lang, schwach trichterförmig und bläulich-purpurn mit weißlicher Röhre. Sie ist mit kurzen Haaren bedeckt, nur auf den Adern befinden sich einige lange Haare. Fünf (seltener vier) Staubblätter stehen mehr oder weniger weit aus der Krone heraus. Die Klausen sind 1,5 bis 2 (bis 2,4) mm lang und (1 bis) 1,2 bis 1,4 mm breit und besitzen vier Kiele.
Die Blütezeit reicht von März bis Juni.

## Vorkommen
Echium humile kommt in Europa nur in Südostspanien vor, in Nordafrika in Marokko, Algerien, Tunesien und Libyen.
Dieser Natternkopf besiedelt Garigues, Steinwüsten und Wegränder auf basenreichen Böden auf Mergel, Gips und Kalkstein.

## Systematik
Echium humile wurde 1798 von René Desfontaines erstbeschrieben. Er wird in vier Unterarten unterteilt:
- Echium humile subsp. caespitosum (Maire) Greuter & Burdet: Die Pflanze ist am Grund verholzt und rasenförmig.[7] Die unteren Laubblätter besitzen eine zweigestaltige Behaarung, die oberen eine eingestaltige. Sie kommt nur in Marokko im Hohen Atlas, Anti-Atlas und im saharischen Teil des Landes vor.
- Echium humile Desf. subsp. humile: Die Pflanze ist ausdauernd, am Grund aber weder verholzt noch rasenförmig und ohne sterile Rosetten. Die Laubblätter besitzen alle eine eingestaltige Behaarung mit Borstenhaaren auf den Hauptadern und am Rand, manchmal mit kurzen Haaren auf der Oberfläche. Diese Unterart kommt von Marokko bis Libyen vor.[5]
- Echium humile subsp. nanum (Coincy) Greuter & Burdet: Die Pflanze ist am Grund verholzt und rasenförmig, mit sterilen Rosetten. Die Behaarung ist wie bei subsp. humile. Diese Unterart ist ein  Endemit im Hohen Atlas Marokkos.
- Echium humile subsp. pycnanthum (Pomel) Greuter & Burdet: Die Pflanze ist nicht rasenförmig. Die Laubblätter besitzen alle eine zweigestaltige, gemischte, angedrückte Behaarung mit Borstenhaaren und kurzen Haaren. Diese Unterart ist als einzige in Spanien[2] sowie von Marokko bis Tunesien verbreitet.[5] Die Chromosomenzahl beträgt 2n = 16.[2]